# Лінда Максін Годвін

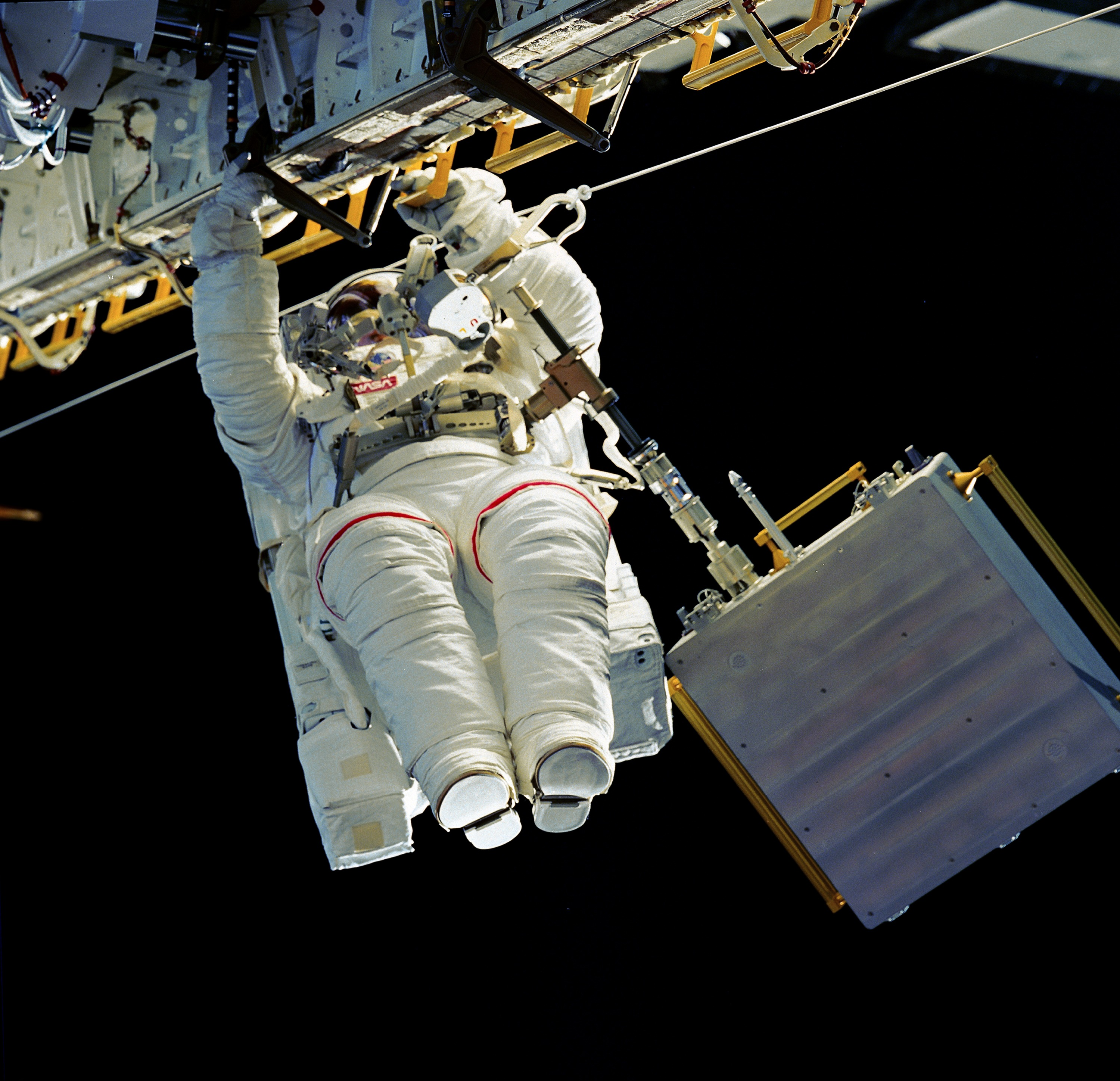
Лінда Годвін під час виходу у відкритий космос STS-76

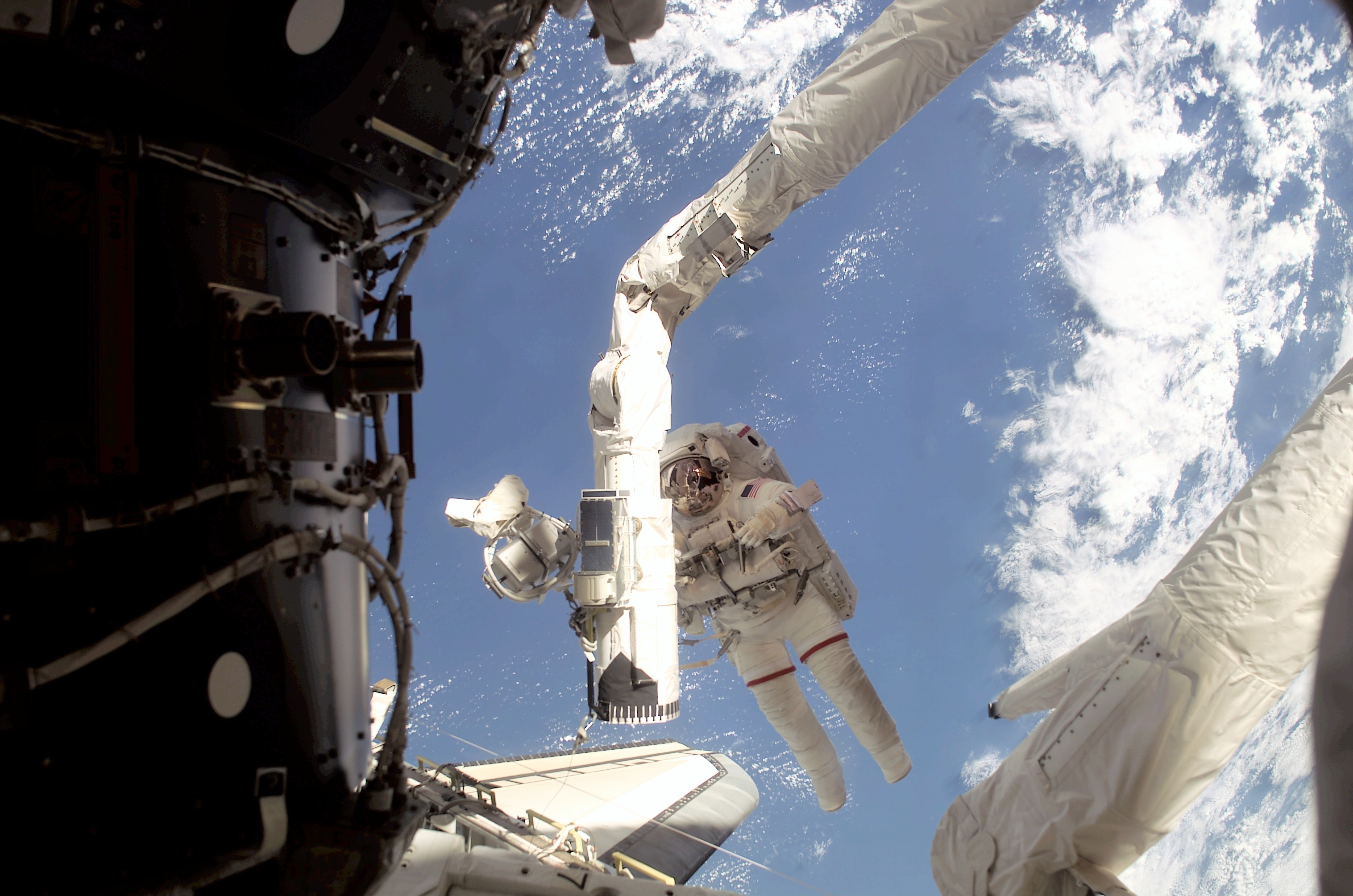
Годвін під час виходу у відкритий космос STS-108.

Лінда Максін Годвін (англ. Linda Maxine Godwin; нар. 2 липня 1952, Кейп-Жирардо, Міссурі) — американська астронавтка. Здійснила 4 космічних польоти STS-37, STS-59, STS-76, STS-108.

## Академічний Досвід
Після завершення бакалаврату в галузі фізики і математики у Південно-Східному університеті штату Міссурі, Годвін вчилася в аспірантурі в Університеті Міссурі, Колумбія, штат Міссурі. За цей час вона викладала бакалавра фізики лабораторії і її було вшановано декількома дослідницькими асистентурами. Вона провела дослідження з низькотемпературної фізики твердого тіла, у тому числі досліджень щодо тунелювання електронів і коливальних мод поглинених молекулярних видів на металевих підкладках (поверхнях) при температурі рідкого гелію. Результати її досліджень були опубліковані в декількох журналах.

## Космічні Місії

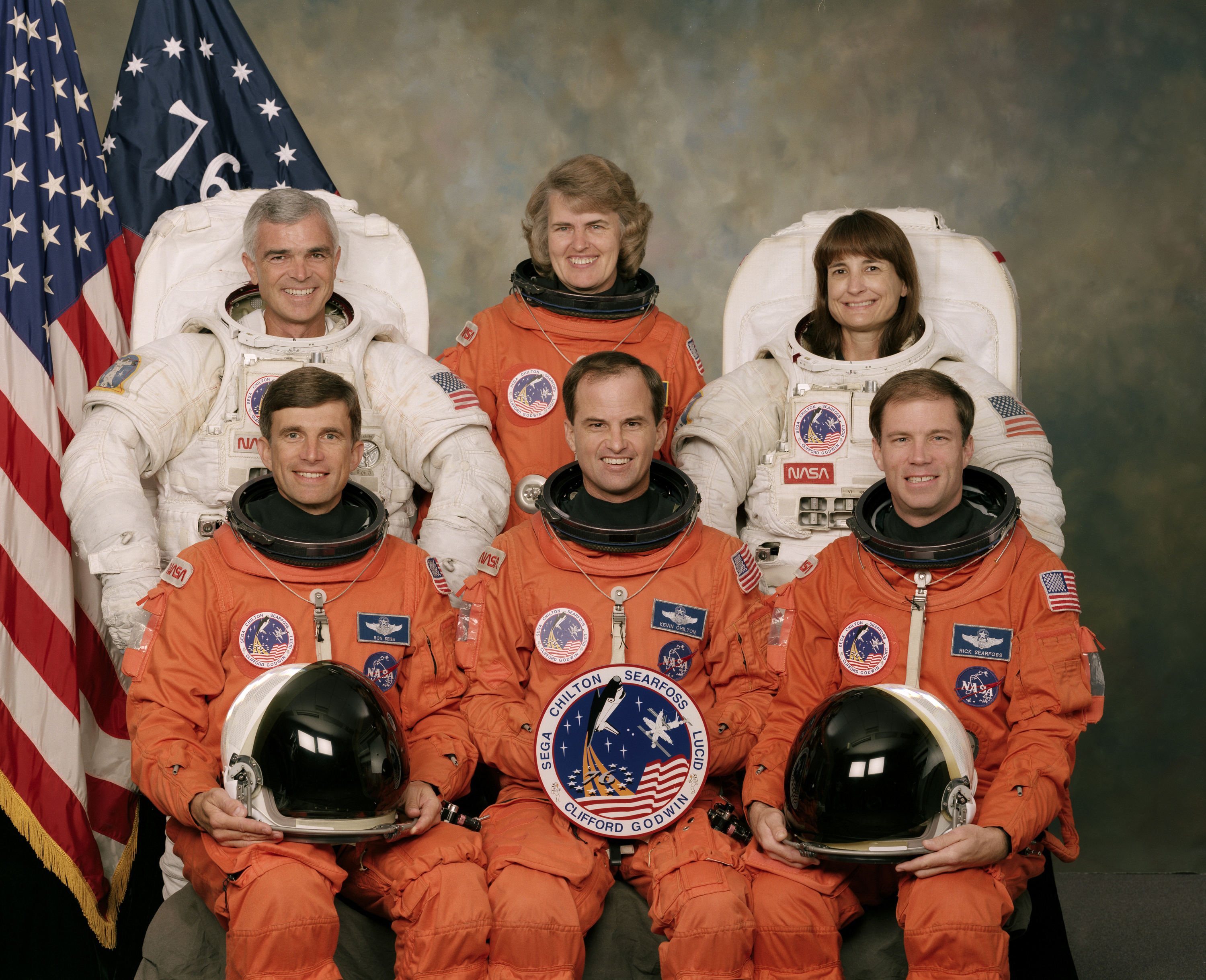
Екіпаж STS-76:1 ряд (зліва-направо): Р. Сега, К. Чілтон, Р. Сіерфосс; 2 ряд: М. Кліффорд, Ш. Лусід, Л. Годвін

- STS-37 Атлантіс (5 квітня по 11 квітня, р. 1991) — запущений з космічного центру імені Кеннеді у Флориді, і повернувся на землю в базі ВПС Едвардс, штат Каліфорнія. За 93 орбіт місії, екіпаж розвернув гамма-обсерваторії (GRO) для вивчення джерел гамма-випромінювання у Всесвіті. GRO, на майже 16 т, був найважчим з корисного навантаження, розгорнутого на сьогоднішній день в системі дистанційного маніпулятора Шаттл (RMS). Екіпаж також провів позаплановий вихід в космос, щоб звільнити GRO з високим коефіцієнтом посилення антени, і провів перший запланований вихід у відкритий космос в 5½ років тестування концепцій для переміщення про великі космічних конструкцій. Кілька експериментів та заходів серединий поверх проводились в тому числі випробування елементів теплової трубки для вивчення передачі рідини обробляється в мікрогравітації середовищах (складеному), апарат хімічної обробки охарактеризувати структуру біологічних матеріалів (BIMDA), і експеримент, щоб рости більше і більше наростити кристалів протеїну, чим можна вирощувати на землі (ДКП II). Атлантіс здійснюється любительське радіоустаткування для голосового спілкування, швидкого сканування і повільної розгортки телевізора, і пакетної радіозв'язку. Кілька сотень були встановлені контакти з радіоаматорами по всьому світу. Тривалість польоту склала 143 години, 32 хвилин, 44 секунд.

- STS-59 (9 квітня по 20 квітня р. 1994) Спейс Рейдар Лабораторі (англ. Space Radar Laboratory) (SRL) місія. SRL складався з трьох великих радарів, SIR-C / X-SAR (Трансфер зображень Радар C / X-Band Synthetic Aperture Radar), і датчик чадного газу, які були використані для підвищення дослідження поверхні і атмосфери Землі. Радар зображень працює в трьох частотах і чотирьох поляризаціях. Це багатоспектральну здатність радарів, передбачених інформації про поверхню Землі в широкому діапазоні масштабів не помітні з попередніми експериментами одночастотних. Окис вуглецю датчик КАРТИ (Вимірювання забруднення повітря за допомогою супутників) використовується газового фільтра радіометр для вимірювання глобального розподілу CO в тропосфері. В режимі реального часу екіпажу спостереження поверхневих явищ і кліматичних умов доповнені більш 14000 фотографій підкріпили слідчих в тлумаченні і калібрування даних. Місія дійшла висновку з приземленням на авіабазі Едвардс після орбіті Землі 183 раз в 269 годин, 29 хвилин.

- STS-76 Атлантіс (22 березня по 31 березня р. 1996) — третім док місія російської космічної станції Мир. Після зближення і стикування з Мир, передачі астронавт НАСА на Mir для 5-місячного перебування було досягнуто, щоб почати безперервна присутність американських астронавтів на борту Мир на наступний дворічний період. Екіпаж також передані 4800 фунтів (2200 кг) науки і апаратного забезпечення місії, їжі, води і повітря в Мир і повернувся за 1100 фунтів (500 кг) США і ЄКА в області науки і російська обладнання. Годвін провели шестигодинний вихід у відкритий космос, перший в той час пристикований до орбітальної космічної станції, змонтувати експерименту пакети на док-модуля Мир для виявлення та оцінки сміття і забруднення в навколишньому середовищі космічної станції. Пакети будуть отримані по майбутній місії шаттла. Модуль «Спейсгаб» здійснюється в бухті Трансфер корисного навантаження був використаний широко для передачі та повернення укладання логістики і науки, а також здійснюється Біорак, невеликої багатоцільовий лабораторії використовується під час цієї місії для дослідження клітинної функції рослин і тварин. Ця місія була також перший політ Kidsat, електронною камерою, керованої студентами в класі за допомогою посилання Ku-діапазону між ВАТ управління польотами і шаттл, яка використовує цифрову фотографію з Shuttle для науки та освіти. Місія STS-76 була виконана в 145 орбіт Землі, подорожуючи 6,1 г в 221 годин і 15 хвилин.

- STS-108 Ендевор (грудень 5 по 17 грудня р. 2001) — 12-й трансфер політ відвідати Міжнародну космічну станцію. Екіпаж Індевора в доставив екіпаж ЕО-4 і повернув Експедиція-3 екіпажу. Екіпаж вивантажений протягом 3 2,7 мг поставок, логістики і наукових експериментів з Раффайело Багатоцільовий модуль постачання і перепакована більше 1,8 мг предметів більше не потрібні, на станції для повернення на Землю. Годвін використовується маніпулятор шаттла встановити MPLM на вузловій станції, і взяв участь в космос, щоб обернути теплові ковдри навколо МКС сонячних батарей Бета Ґимбел Асамблей. STS-108 була проведена в 185 навколоземних орбітах, подорожуючи 7,7 г в 283 годин і 36 хвилин.